# Torneio de xadrez de Zurique de 1934
O Torneio de xadrez de Zurique de 1934 foi uma competição internacional de xadrez realizada na cidade de Zurique na Suíça entre 14 de julho e 29 de julho. O torneio foi disputado no formato todos-contra-todos e o vencedor foi Alexander Alekhine, seguido de Max Euwe e Salo Flohr.

## Tabela de resultados[2][3]
|    | Jogador                    | 01 | 02 | 03 | 04 | 05 | 06 | 07 | 08 | 09 | 10 | 11 | 12 | 13 | 14 | 15 | 16 | Resultado |
| -- | -------------------------- | -- | -- | -- | -- | -- | -- | -- | -- | -- | -- | -- | -- | -- | -- | -- | -- | --------- |
| 1  | Alexander Alekhine         | X  | 0  | ½  | ½  | 1  | 1  | 1  | 1  | 1  | 1  | 1  | 1  | 1  | 1  | 1  | 1  | 13        |
| 2  | Max Euwe                   | 1  | X  | ½  | 1  | 0  | ½  | 1  | ½  | 1  | 1  | 1  | 1  | ½  | 1  | 1  | 1  | 12        |
| 3  | Salo Flohr                 | ½  | ½  | X  | ½  | ½  | ½  | ½  | 1  | 1  | 1  | 1  | 1  | 1  | 1  | 1  | 1  | 12        |
| 4  | Efim Bogoljubov            | ½  | 0  | ½  | X  | 1  | ½  | ½  | ½  | 1  | 1  | 1  | 1  | 1  | 1  | 1  | 1  | 11½       |
| 5  | Emanuel Lasker             | 0  | 1  | ½  | 0  | X  | 0  | 1  | 0  | ½  | 1  | 1  | 1  | 1  | 1  | 1  | 1  | 10        |
| 6  | Aron Nimzowitsch           | 0  | ½  | ½  | ½  | 1  | X  | ½  | ½  | 0  | 0  | 1  | 1  | ½  | 1  | 1  | 1  | 9         |
| 7  | Ossip Bernstein            | 0  | 0  | ½  | ½  | 0  | ½  | X  | 1  | ½  | ½  | ½  | 1  | 1  | 1  | 1  | 1  | 9         |
| 8  | Gideon Ståhlberg           | 0  | ½  | 0  | ½  | 1  | ½  | 0  | X  | ½  | 1  | 0  | 1  | 1  | ½  | 1  | ½  | 8         |
| 9  | Hans Johner                | 0  | 0  | 0  | 0  | ½  | 1  | ½  | ½  | X  | 0  | 1  | 1  | 1  | 1  | ½  | ½  | 8         |
| 10 | Walter Henneberger         | 0  | 0  | 0  | 0  | 0  | 1  | ½  | 0  | 1  | X  | 0  | 0  | 1  | 0  | 1  | 1  | 5½        |
| 11 | Fritz Gygli                | 0  | 0  | 0  | 0  | 0  | 0  | ½  | 1  | 0  | 1  | X  | ½  | 0  | ½  | ½  | 1  | 5½        |
| 12 | Stefano Rosselli del Turco | 0  | 0  | 0  | 0  | 0  | 0  | 0  | 0  | 0  | 1  | ½  | X  | ½  | 1  | 1  | ½  | 5         |
| 13 | Henri Grob                 | 0  | ½  | 0  | 0  | 0  | ½  | 0  | 0  | 0  | 0  | 1  | ½  | X  | 0  | ½  | 1  | 4         |
| 14 | Hans Müller                | 0  | 0  | 0  | 0  | 0  | 0  | 0  | ½  | 0  | 1  | ½  | 0  | 1  | X  | 0  | 1  | 4         |
| 15 | Oscar Naegeli              | 0  | 0  | 0  | 0  | 0  | 0  | 0  | 0  | ½  | 0  | ½  | 0  | ½  | 1  | X  | ½  | 3         |
| 16 | Hermann Joss               | 0  | 0  | 0  | 0  | 0  | 0  | 0  | ½  | ½  | 0  | 0  | ½  | 0  | 0  | ½  | X  | 2         |